# Delio Gamboa
Delio Gamboa Rentería (Buenaventura, 1936. január 28. – Cali, 2018. augusztus 23.)  kolumbiai válogatott labdarúgó.

## Pályafutása

### Klubcsapatban
Pályafutása során több klubban is játszott, melyek a következők voltak: Atlético Nacional, Oro de Jalisco, Millonarios, Independiente Santa Fe, Once Caldas, Deportes Tolima.

### A válogatottban
1957 és 1966 között 24 alkalommal szerepelt a kolumbiai válogatottban és 7 gólt szerzett. Részt vett az 1962-es világbajnokságon, illetve az 1957-es és az 1963-as Dél-amerikai bajnokságon.

## Sikerei, díjai
Oro de Jalisco
- Mexikói bajnok (1): 1960–61

Millonarios
- Kolumbiai bajnok (4): 1961, 1962, 1963, 1964

Independiente Santa Fe
- Kolumbiai bajnok (1): 1966